# Odranci
Odranci (mađarski: Adorjánfalva) naselje je i središte istoimene općine u sjevernoj Sloveniji. Odranci se nalaze u središnjem dijelu pokrajine Prekmurje.

## Stanovištvo
Prema popisu stanovništva iz 2002. godine Odranci su imali 1.691 stanovnika.

## Vanjske poveznice
- Satelitska snimka naselja, plan naselja  Arhivirana inačica izvorne stranice od 29. srpnja 2017. (Wayback Machine)